# Politika ochrany klimatu
Politika ochrany klimatu čili klimatická politika je politická strategie zmírňování dopadů globálního oteplování, jejímž smyslem je konkrétními opatřeními globální oteplování omezit a přizpůsobit se jeho důsledkům. Politika ochrany klimatu je součástí politiky životního prostředí, ale může být úspěšná pouze tehdy, pokud je prováděna v rámci globálních strategií. Její úspěch závisí jak na ochotě jednotlivých států spolupracovat na mezinárodní úrovni, tak na opatřeních na národní a místní úrovni.
Cílem ochrany klimatu je snížit nebo zastavit rychlost a dopad globálního oteplování. Hlavním prostředkem k dosažení tohoto cíle je snížení emisí skleníkových plynů, které jsou zodpovědné za změnu klimatu. Důležitá opatření v tomto směru jsou šíření obnovitelných zdrojů energie, zvýšení energetické účinnosti a úspory energie, ocenění emisí skleníkových plynů prostřednictvím obchodování s emisemi nebo zdanění, snížení dotací škodlivých pro životní prostředí a další politická opatření.
Úsilí o zmírnění změny klimatu je od 90. let 20. století významnou součástí mezinárodní politické agendy a stále častěji se řeší i na národní a místní úrovni. Změna klimatu je komplexní globální problém. Emise skleníkových plynů přispívají ke globálnímu oteplování na celém světě bez ohledu na umístění zdroje emisí. Dopad globálního oteplování se však značně liší v závislosti na tom, jak je daná lokalita nebo ekonomika vůči jeho účinkům zranitelná. Zatímco globální oteplování má celkově negativní dopad, který se podle předpovědí bude s rostoucím oteplováním zhoršovat, některé regiony ze změny klimatu profitují. Schopnost využívat fosilní paliva i obnovitelné zdroje energie se v jednotlivých zemích výrazně liší.
Rozdíly v odpovědnosti a výhodách plynoucích z uhlíkově náročných ekonomik a další rozdíly vedly k tomu, že první mezinárodní konference o změně klimatu přinesly jen málo kromě obecných prohlášení o záměru řešit tento problém a nezávazných závazků rozvinutých zemí snížit emise. V 21. století se zvýšila pozornost vůči mechanismům, jako je financování opatření v oblasti klimatu, aby se zranitelné země mohly přizpůsobit změně klimatu. V některých zemích a místních jurisdikcích byly přijaty politiky šetrné ke klimatu, které jdou daleko za rámec toho, k čemu se země zavázaly na mezinárodní úrovni. Místní snížení emisí skleníkových plynů, kterého se těmito politikami dosáhne, však globální oteplování nezpomalí, pokud se nesníží celkový objem emisí skleníkových plynů na celé planetě.
V 21. století se výrazně zlepšila možnost nahradit energii z fosilních paliv obnovitelnými zdroji energie, přičemž některé země nyní vyrábějí většinu své elektrické energie z obnovitelných zdrojů. Povědomí veřejnosti o hrozbě změny klimatu se zvýšilo, a to z větší části jednak díky společenskému hnutí vedenému mládeží a jednak zviditelněním dopadů změny klimatu, jako jsou extrémní výkyvy počasí a záplavy způsobené zvyšováním hladiny moří. Mnohé průzkumy ukazují, že rostoucí podíl voličů podporuje řešení změny klimatu jako jednu z hlavních priorit, což usnadňuje politikům zavazovat se v této oblasti ke konkrétním cílům a opatřením. Pandemie COVID 19 a hospodářská recese vedly k všeobecnému volání po "zelené obnově", přičemž některé oblasti, jako například Evropská unie, úspěšně začleňují opatření v oblasti klimatu do celkové změny politiky. Otevřené popírání změny klimatu postupně ztrácelo vliv a opozice se přeorientovala na strategie podporující odklad nebo nečinnost.

## Dopady klimatických změn
Globální oteplování způsobené lidskou činností představuje existenční hrozbu pro lidskou civilizaci a velkou část pozemské flóry a fauny. Globální oteplování je způsobeno lidskými emisemi skleníkových plynů (GHG). K roku 2021 již průměrná teplota stoupla přibližně o 1,2 °C nad úroveň před průmyslovou revolucí. Tento nárůst již přispěl k vyhynutí mnoha rostlin a živočichů a k úmrtí mnoha tisíc lidí. Na konferenci v Paříži v roce 2015 se státy dohodly, že vyvinou úsilí, aby další nárůst teploty zůstal výrazně pod 2 °C, a pokusí se jej omezit na 1,5 °C. O konkrétních opatřeních k dosažení tohoto cíle zatím nebylo rozhodnuto. Se stávajícími politikami a závazky se předpokládá, že globální oteplování dosáhne do roku 2100 přibližně 3 °C. Dopad globálního oteplování by se mohl ještě zhoršit v důsledku možného vyvolání nevratných klimatických zlomových bodů.
V nejhorším případě by zpětná vazba od vzájemně se posilujících kaskádových bodů zvratu mohla vést k nezvratné změně klimatu, kterou by člověk již nebyl schopen ovlivnit; to je však považováno za velmi nepravděpodobné. Značný hospodářský rozvrat se předpokládá i v případě, že politická dohoda bude dostatečně silná, aby bylo dosaženo reprezentativního směru vývoje koncentrací RCP 2,6, který pravděpodobně udrží oteplování v rozmezí 1,5 °C až 2 °C. Mezi rizika oteplení o 2 °C patří zvýšení hladiny moří, které by mohlo zničit různé ostrovní státy spolu se zranitelnými zeměmi a regiony s velkým množstvím nízko položené půdy, jako je Bangladéš nebo Florida. Nárůst o 3 °C by prudce zvýšil výskyt smrtelně nebezpečných vlhkých teplot, což by mohlo vést k úmrtí desítek milionů lidí žijících v tropech, pokud by nebyli schopni migrovat nebo hledat útočiště ve spolehlivě klimatizovaných oblastech. Předpokládá se, že vzestup teploty nad 5 °C bude mít různé rušivé dopady, které ohrozí další existenci lidské civilizace.